# Johann Rabe (Geistlicher)
Johann Rabe (auch: Johann Raben und Johannis Raben; * 10. April 1672 in Hannover; † 15. September 1748 ebenda) war ein evangelischer Pfarrer.

## Leben
Johann Rabe wurde 1672 in der Residenzstadt Hannover geboren als Sohn des hannoverschen Bürgers und Brauers Conrad Rabe (* um 1638)  und der Margaretha Catharina Funckin oder Funcken (* um 1647).
Rabe besuchte die Altstädter Schule und ging 1692 erstmals nach Jena an die dortige Universität, 1693 ein weiteres Mal. Zurück in seiner Heimatstadt, stand er zunächst fünf Jahre in privaten Diensten des kurhannoverschen Geheimrates Jobst Hermann von Ilten, bevor er überraschenderweise im Jahr 1700 als Prediger für die Simeonisgemeinde nach Minden berufen wurde, obwohl er in der dortigen Stadt zuvor nahezu völlig unbekannt gewesen war.
1701 heiratete Johann Rabe Christina Maria, älteste Tochter des kurhannoverschen Oberhofpredigers David Rupert Erythropel. Nach dem Tod von Bernhard Friedrich Barteldes (1655–1702) wurde Rabe am 15. Juni 1702 als Pastor an die hannoversche Aegidienkirche berufen.
1714 wurde der St. Ägidien wirkende Prediger zum Senior des Hannoverischen geistlichen Stadtministeriums erwählt.
Rabes Tochter Hedewig Dorothea Catharina ehelichte am Tag der Goldenen Hochzeit von Rabes Eltern am 31. Oktober 1720 den in Limmer tätigen Prediger Justus Ludolph Vietke.
Johann Rabe verfasste einen Katalog der sogenannten „älteren Bibliothek“ der Aegidienkirche – in Unterscheidung der „Löwensenschen Bibliothek“ – sowie verschiedene Leichenpredigten, darunter für den Pastor der Aegidienkirchengemeinde Johann Dietrich Löwensen und dessen Ehefrau.

## Weitere Schriften
- Das gnädige Wollgefallen Gottes an denen die ihn fürchten, und auff seine Güte hoffen. Aus Psalm. LXXXVI. 11. und Psalm. XIII. 6. In einer Leichen-Sermon vorgestellet, als ... M. Johann Diderich Loevensen. In die 30. Jahr gewesener wolverdienter Prediger der Christlichen Gemeine bey S. Ægidien allhie, Wie auch neun Tage nach dessen tödlichen Hintrit dessen liebgewesene Ehegattin ... Lucie Sellensteds, sanfft und selig im Herrn entschlaffen, und den 13. Mart. jetztlauffenden Jahrs ... Beyde zu Ihrer Ruhe-Kammer solten gebracht werden / Auff Begehren zum Druck ausgelieffert von Johann Raben Predigern bey der Gemeine zu St. Ægidien in Hannover, Hannover: Gedruckt bey dem Churfürstlichen Hoff-Buchdrucker Jacob Daniel Ammon, [1708]; Digitalisat der SUB Göttingen
- Ein Zeugniß Der Jubel-Freude, Wozu Die Evangelische Gemeine zu St. Aegidii in Hanover In dem Zweyten Evangelischen Jubel-Fest Wegen der An. 1530 den 25. Junii verlesenen und übergebenen Augspurgischen Confession ist aufgemuntert worden / In Dreyen Predigten vorgetragen von Johann Raben, Hanover: Förster, 1730
- Eine dreyfache Herrlichkeit der Gläubigen Knechte und Kinder Gottes, in der Zeit und in der Ewigkeit, wurde Zum Ehren-Gedächtniß Des Weyland Hoch-Ehrwürdigen und Hochgelahrten Herrn, Herrn Johann Heinrich Schmidts, Treufleißigen Predigers dieser Christl. Gemeine zu St. Ægidii alhie in Hannover, in einer Leichen-Rede über die Worte Psalm XVII. ult: gezeiget, Als Derselbe am 27ten Febr. Anno 1741. ... entschlaffen, und den 3. Martii ... beygesetzet, Den 7ten Mart: aber in vorbenahmter Kirche öffentlich bey volckreicher Versammlung, eine Gedächtniß-Predigt gehalten wurde / Von mir, Johann Raben, Ins 39te Jahr Prediger bey dieser Kirche zu St. Ægidii, und ins 27te Jahr des Hannoverischen geistl. Stadt-Ministerii Seniore, In 69. Jahre seines Alters, Hannover: Johann Ludolf Heine, 1741; Digitalisat